# 보험의
보험의(保險醫)란 생명보험계약에 있어서 피보험자의 신체, 건강상태 그 밖의 위험측정상의 중요한 사항에 대해 조사하여 이를 보험자에게 제공해주는 의사를 뜻한다.